# Franz Josef Ruprecht
Franz Josef Ivanovich Ruprecht (1 de noviembre de 1814, Friburgo de Brisgovia - 4 de agosto de 1870, San Petersburgo) fue un botánico y médico austríaco que trabajó principalmente en Rusia, donde fue conocido como Frants Ivánovich Rúprejt (transliteración del cirílico ruso Франц Ива́нович Ру́прехт).
Realiza sus estudios de medicina en Praga. Fue conservador del herbario de la Academia de Ciencias de San Petersburgo a partir de 1839 y director del Museo de Botánica desde 1855.
Realiza expediciones botánicas a Arcángel en 1841 y por el Cáucaso de 1860 a 1861.
Fue profesor de botánica en 1855 en la Universidad de San Petersburgo.
Describió muchas nuevas especies colectadas en la lejana Rusia del este, incluyendo Alaska; ejamplo: Adiantum aleuticum, Lonicera maackii, Phellodendron amurense.

## Obra
- Tentamen Agrostographiæ universalis (1838)
- Bambuseæ (1839)
- Flores Samojedorum cisuralensium (1845)
- Algæ Ochotenses (1850)
- Flora boreali-uralensis (1856)
- Flora ingrica (1860)
- Flora Caucasi (1869)

## Honores

### Eponimia
Género
- (Polygonaceae) Ruprechtia C.A.Mey.[2]